# ベガーズ・バンケット・レコード
ベガーズ・バンケット・レコード（Beggars Banquet Records）は、イギリスのインディーズ・レコードレーベルであり、ベガーズ・グループの母体となったレーベルである。1977年、マーティン・ミルズとニック・オースティンの経営するレコードショップ・チェーンとして設立され、イギリスのパンクバンド「ラーカーズ」(The Lurkers) のデビュー7インチシングル「Shadow/Love Story」のリリースを皮切りに活動を開始。その後、チューブウェイ・アーミーと、それを率いるゲイリー・ニューマンのヒットによってレーベルの将来が約束されることとなった。
ベガーズは様々なサブレーベルを設立している。まず1979年にアイヴォ・ワッツ＝ラッセルとピーター・ケントによって4ADが設立される。その後、4ADは一旦はベガーズから独立するが、1999年には再びベガーズの傘下に入る。次に1981年には4ADを離脱したピーター・ケントによってシチュエーション・トゥー (Situation Two) が設立され、1992年にベガーズ本体に吸収されるまで活動を続ける。また、1989年にはXLレコーディングスの前身、シティービート (Citybeat) が、1995年にはマントラ・レコーディングスがそれぞれ設立されている。
また、トゥー・ピュア (Too Pure) やウィージャなどのレーベルも次々と傘下に収め、巨大インディーズ・グループを形成していった。
ベガーズ・グループは2008年に事業の再構築を行い、グループの母体となったベガーズ・バンケットとトゥー・ピュアを4ADに吸収させた。これによってベガーズ・バンケットは新規リリースを停止し旧譜のみのカタログレーベルとなった。

## 主要アーティスト
- バウハウス (Bauhaus)
- ベティー・サーヴァート (Bettie Serveert)
- バッファロー・トム (Buffalo Tom)
- シャーラタンズ (The Charlatans)
- ザ・カルト (The Cult)
- ザ・フォール (The Fall)
- ゲイリー・ニューマン (Gary Numan)
- ジーン・ラヴズ・ジザベル (Gene Loves Jezebel)
- ゴー・ビトウィーンズ (The Go-Betweens)
- ループ (Loop)
- ラヴ・アンド・ロケッツ (Love and Rockets)
- ルナ (Luna)
- マーク・ラネガン (Mark Lanegan)
- マーキュリー・レヴ (Mercury Rev)
- ザ・ナショナル (The National)
- ピーター・マーフィー (Peter Murphy)
- ローラースケート・スキニー (Rollerskate Skinny)
- サザン・デス・カルト (Southern Death Cult)
- ティンダースティックス (Tindersticks)
- チューブウェイ・アーミー (Tubeway Army)